# Kromosom 9 (čovjek)
Kromosom 9 u kariotipu čovjeka je autosomni kromosom, deveti po redu po dimenzijama i broju nukleotida. Prema položaju centromere pripada submetacentričnim kromosomima. Sastoji se od 145 milijuna nukleotida što predstavlja oko 4-4,5% od ukupne količine DNK u stanici.
Potvrđeno je da kromosom 9 sadrži preko 1000 gena, ali se pretpostavlja da ih ima oko 1200.
Broj polimorfizama jednog nukleotida (eng. Single Nucleotide Polymorphism - SNP) je oko 550 000.

## Geni kromosoma 9
Neki od važnijih gena kromosoma 9 jesu:
- ABO sustav krvnih grupa: glikoziltransferaze ABO sustava krvnih grupa
- ADAMTS13: ADAM metalopeptidaza s motivom trombospondina tipa 1, 13
- ALAD: aminolevulinat, delta-, dehidrataza
- ALS4: gen vezan za amiotrofsku lateralnu sklerozu 4
- ASS: argininosukcinat sintetaza
- CCL21: kemokin (C-C motiv) ligand 21, SCYA21
- CCL27: kemokin (C-C motiv) ligand 27, SCYA27
- COL5A1: kolagen, tip V, alfa 1
- ENG: endoglin
- FXN: frataksin
- GALT: galaktoza-1-fosfat uridililtransferaza
- GLE1L: nukleoporin GLE1
- GRHPR: glioksilat redasduktaza/hidroksipiruvat reduktaza
- IKBKAP
- TGFBR1: transforming growth factor beta, receptor tip I
- TMC1
- TSC1

## Bolesti vezane za kromosom 9
Poznat je sadržaj i raspored gena kromosoma 9 čije mutacije izazivaju niz nasljednih bolesti. Najvažnije bolesti vezane za mutacije na kromosomu 9 jesu:
- porfirija izazvana deficitom ALA-D
- citrulinemija
- kronična mijeloidna leukemija (t9;22 - Philadelphia kromosom)
- Ehlers-Danlosov sindrom
- Ehlers-Danlosov syndrome, klasični tip
- obiteljska disautonomija
- Friedreichova ataksia
- galaktozemija
- Gorlinov sindrom
- nasljedna hemoragična teleangiektazija
- sindrom noktiju i patele
- gluhoća bez drugih simptoma
- gluhoća bez drugih simptoma, autosomna dominantna
- gluhoća bez drugih simptoma, autosomna recesivna
- opsesivno-kompulzivni poremećaj
- porfirija
- primarna hyperoksalurija
- Tangierova bolest
- tetrasomija 9p
- trombocitička trombocitopenična purpura
- trisomija 9
- tuberozna skleroza
- hipoplazija malog mozga VLDLR-asocirana

### Kromosomske anomalije
Opisana je trisomija kromosoma 9 koja se klinički manifestira s anomalijama u razvoju lica i kostiju,velike i nisko postavljene uši, hipoplaziji spolnih organa, urođenim malformacijama srca i mentalnom zaostalošću.
Kromosom 9 su opisane i parcijalne trisomije, a nađene su čak i parcijalne tetrasomije, kao i prstenasti kromosomi.